# Monument américain du Blanc Mont
Le monument américain du Blanc-Mont est un lieu de mémoire de la Première Guerre mondiale situé sur le territoire de la commune de Sommepy-Tahure, dans le département de la Marne.

## Localisation
Le monument américain du Blanc Mont est situé à 5 km au nord du village de Sommepy-Tahure, il a été construit sur le Blanc Mont, point culminant des collines de Champagne (210 m) à la limite du département des Ardennes. le site se trouve à 38 kilomètres au nord de Châlons-en-Champagne, sur la R.D. 320 entre Sommepy-Tahure et Saint-Étienne-à-Arnes.

## Historique
Ce monument fut érigé en 1937 pour honorer la mémoire des 70 000 soldats américains ayant combattu en Champagne lors de l'été 1918. La position du Blanc-Mont, a été conquise par la 2e Division américaine, le 3 octobre 1918, après de durs combats.

## Caractéristiques
Le monument a été conçu par l'architecte new-yorkais, Arthur Loomis Harmon. La tour carrée, haute de 20 m, construite en pierre jaune dite « cruchot » provenant de la Saône-et-Loire, domine le plateau, est entourée de sapins. Sur les murs sont gravés les insignes des quatre divisions qui participèrent aux combats. Un escalier intérieur permet d’accéder à une terrasse panoramique au sommet de laquelle, on découvre l'étendue de l'ancien champ de bataille.

Sur le monument a été gravée cette inscription : 

« Érigé par les États-Unis d'Amérique pour commémorer les hauts faits de leurs soldats et des soldats français qui combattirent en cette région durant la guerre mondiale. »

L’ensemble du lieu de 4 ha 50, a été concédé aux États-Unis. Quelques marches conduisent sur une plateforme de 330 m2 entourée de 800 rosiers rouges. 77 marches conduisent au sommet. Par temps clair, le panorama permet d’apercevoir le Fort de Douaumont et le massif de l’Argonne à l’est, les villages ardennais au nord et les deux camps de Suippes et Mourmelon. Au pied de la tour apparaissent les vestiges d’une tranchée allemande qui traverse cet espace sur 300 m nord-sud.

## Galerie d’images

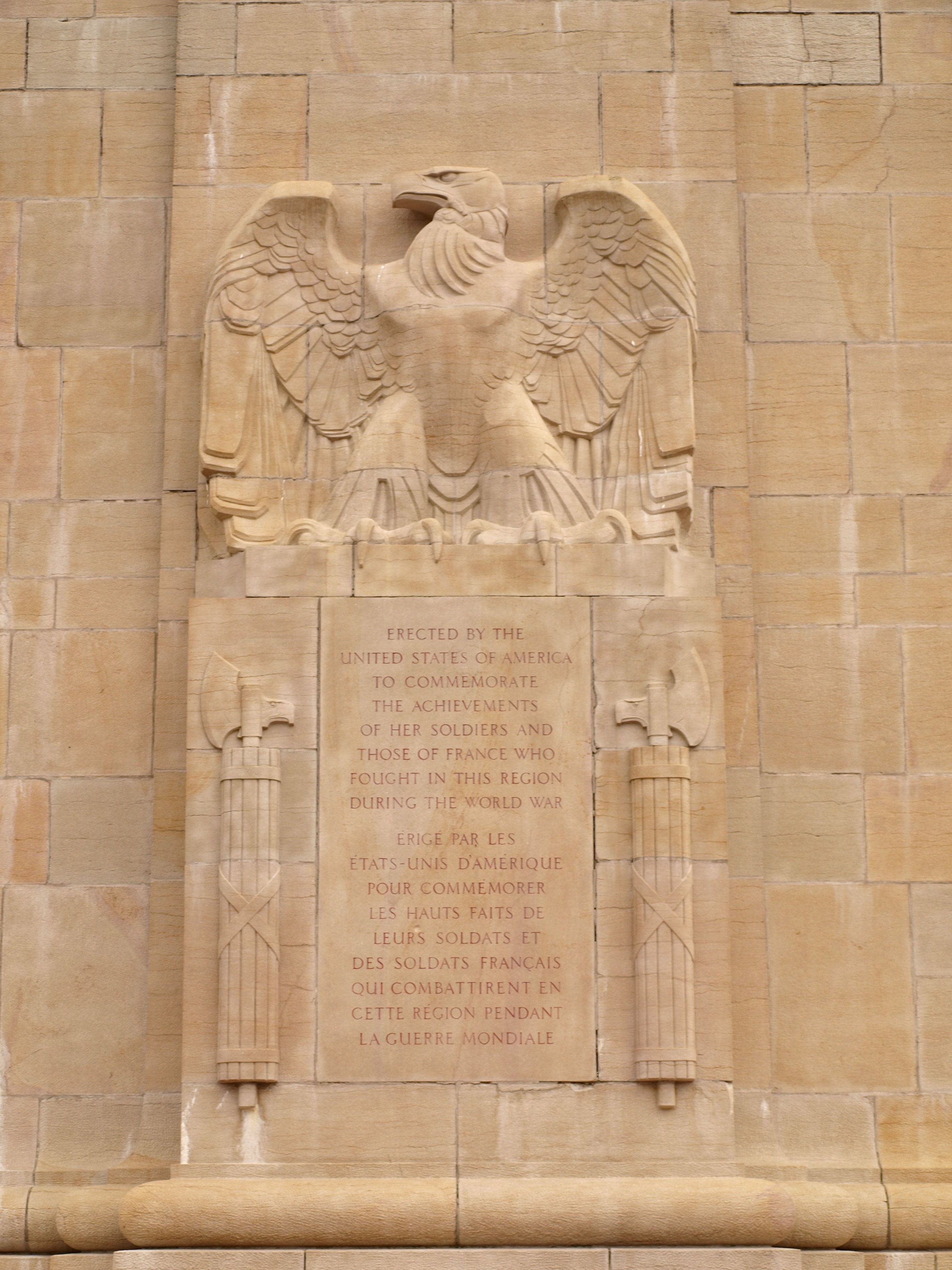
Monument américain
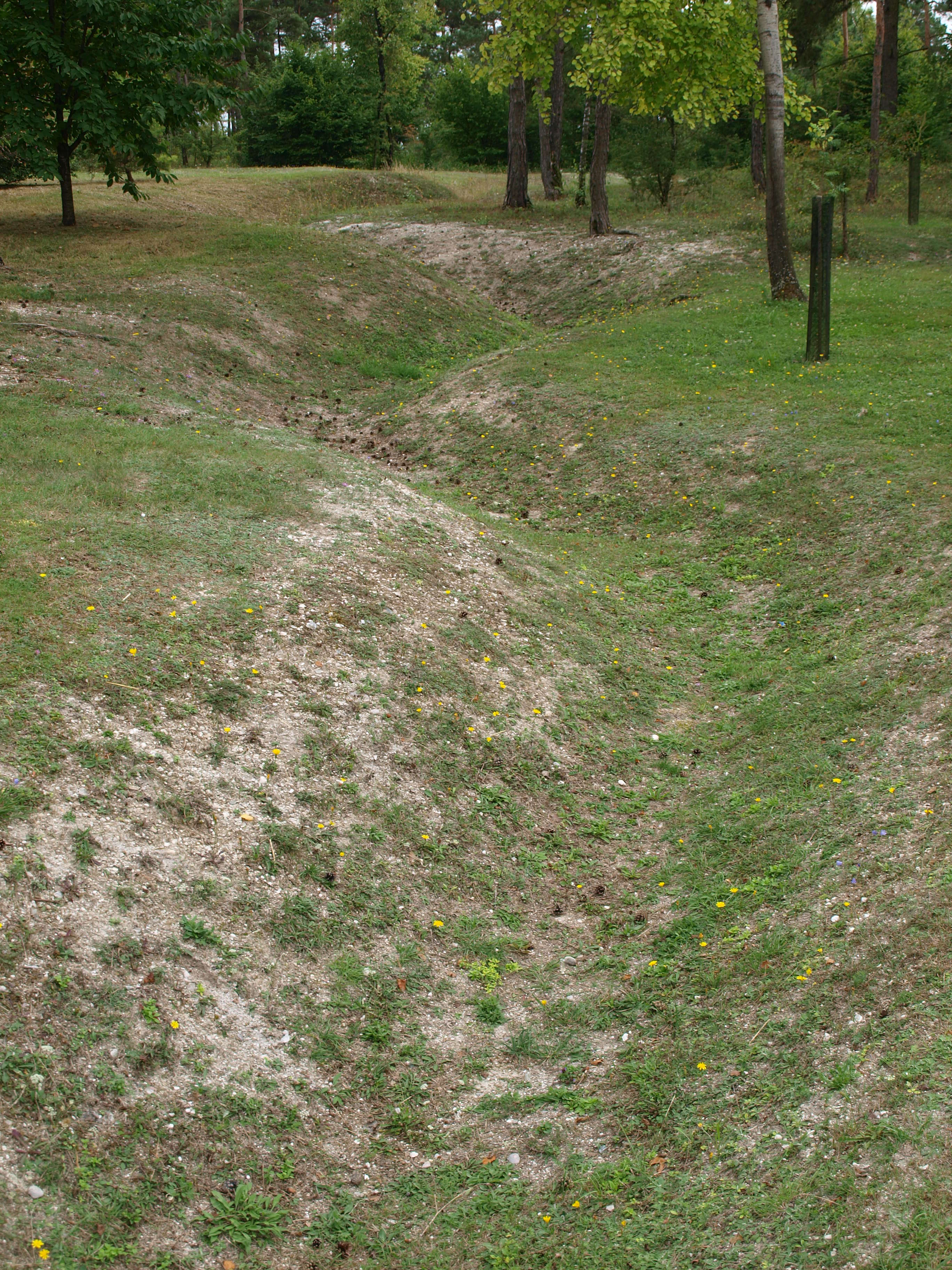
Site du Blanc-Mont, vestige de tranchée allemande
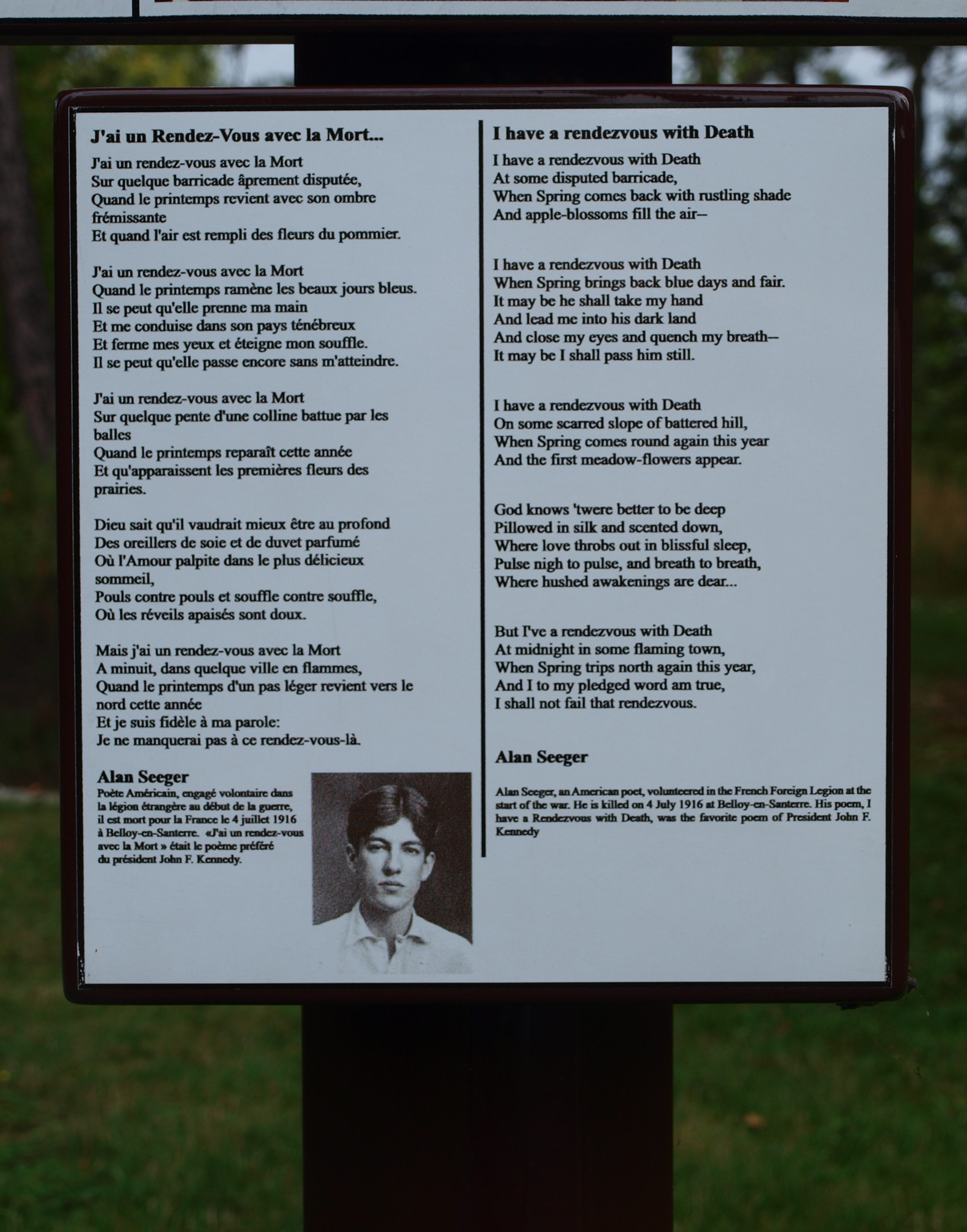
Alan Seeger, J'ai un rendez-vous avec la mort